# سانی لین
سانی لین (انگلیسی: Sunny Lane؛ زاده ۲ مارس ۱۹۸۰) نام هنری بازیگر پورنوگرافی و مدل برهنه اهل ایالات متحده آمریکا است.